# Argentina biloba
Argentina biloba är en rosväxtart som först beskrevs av Danet, och fick sitt nu gällande namn av Soják. Argentina biloba ingår i släktet gåsörter, och familjen rosväxter. Inga underarter finns listade i Catalogue of Life.